# Микина, Анджей
Анджей Микина (пол. Andrzej Mikina; род. 30 сентября 1955, Рогово, Куявско-Поморское воеводство) — польский хоккеист на траве, защитник. Участник летних Олимпийских игр 1980 года.

## Биография
Анджей Микина родился 30 сентября 1955 года в польском селе Рогово Жнинского повета.
В 1979 году окончил механико-электротехнический техникум в Жнине.
Начал играть в хоккей на траве в 1968 году в роговском ЛКС. Впоследствии перешёл в «Лех» из Познани, в составе которого четырежды становился чемпионом Польши (1978, 1985—1987).
В 1980 году вошёл в состав сборной Польши по хоккею на траве на летних Олимпийских играх в Москве, занявшей 4-е место. Играл на позиции защитника, провёл 6 матчей, мячей не забивал.
В 1977—1982 годах провёл за сборную Польши 54 матча, забил 2 мяча.
Мастер спорта Польши.

## Семья
Отец — Юзеф Микина, польский хоккеист на траве, выступал за роговский ЛКС с момента основания клуба.
Мать — Чеслава Микина (до замужества — Квятковская).
Младший брат — Мирослав Микина (1958—2021), польский хоккеист на траве, выступал за роговский ЛКС на протяжении всей карьеры.